# Harald Schneider-Zinner

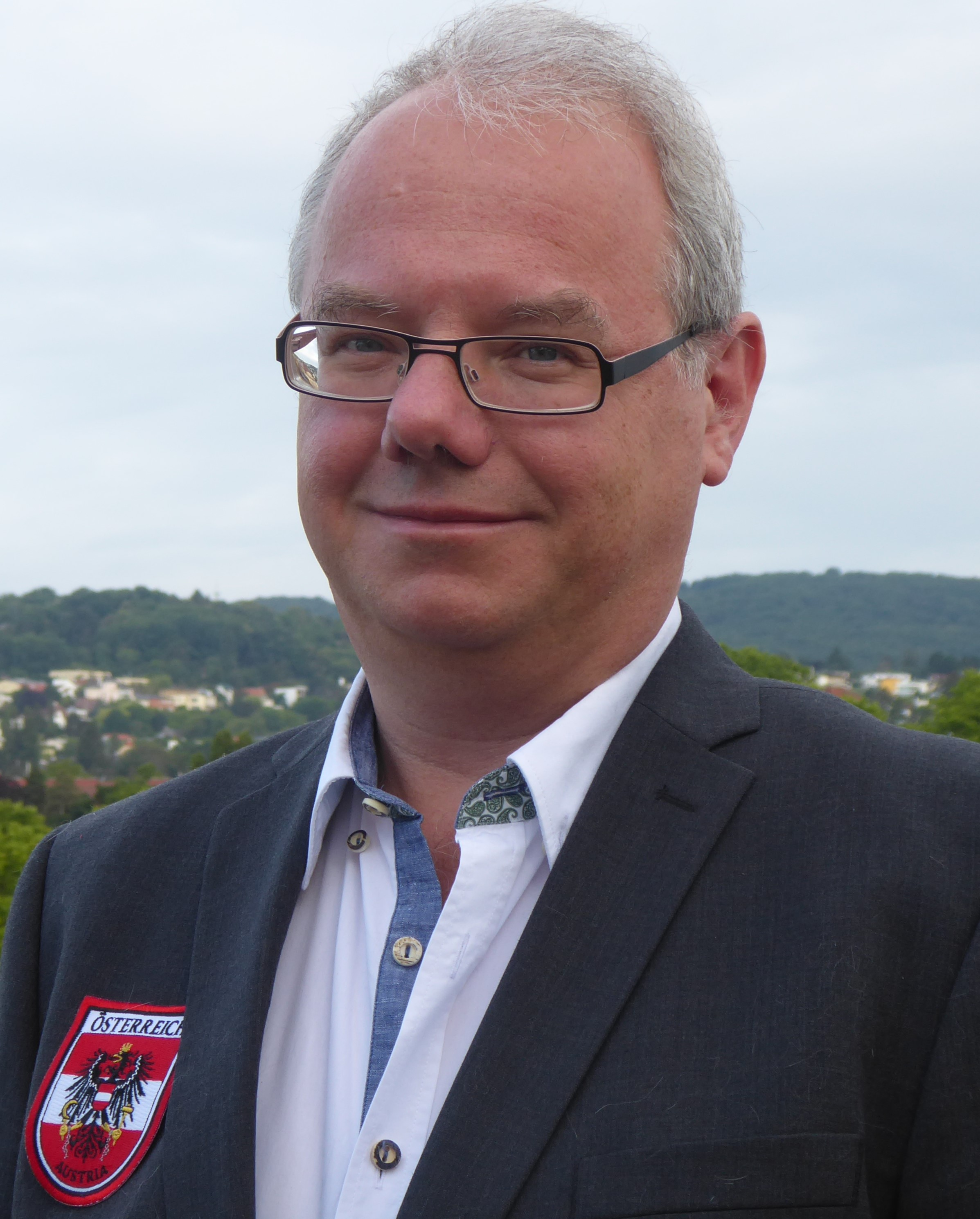
Harald Schneider-Zinner, 2020

Harald Schneider-Zinner (* 1. April 1968 in Wien) ist ein österreichischer Schachtrainer, Pädagoge, Autor und Schachveranstalter.

## Leben
Harald Schneider-Zinner erlernte mit vier Jahren das Schachspiel und spielte mit sechs Jahren sein erstes Turnier. Nach dem Zivildienst absolvierte er 1991 die Pädagogische Akademie. Berufsbegleitend wurde er zum Sprachheillehrer und Körperbehindertenpädagogen ausgebildet. Von 1991 bis 2005 unterrichtete er mit den Schwerpunkten Volksschulpädagogik, Körperbehindertenpädagogik und Sonderpädagogik.
Ab 2003 war er Jugendkadertrainer im Burgenland. 2005 absolvierte er bei Uwe Bönsch die FIDE-Trainer-Ausbildung. 2008 Wechsel in den Wiener Jugendkader (unter Christian Hursky). Seit 2009 trägt er den Titlel Internationaler Meister. Er ist seit 2010 staatlich geprüfter Trainer an der Bundessportakademie Graz und der Leiter der österreichischen Schachtrainerausbildung.
Von 2017 bis 2020 war Schneider-Zinner Trainer des österreichischen Frauen-Nationalkaders. Seit 2020 hat er einen Lehrauftrag an der Bundessportakademie Wien. Seit 2021 arbeitet er wieder als selbstständiger Trainer und Veranstalter von Schachevents. Im Juli 2021 gründete er die ChessSports Association.

## Trainertätigkeit

### Jugendtrainer
Von 2011 bis 2016 trainierte er Valentin Dragnev, der im Alter von 15 Jahren der damals jüngste FIDE-Meister Österreichs wurde und 2016 den nationalen Rekord von Markus Ragger als jüngster Internationaler Meister brach.
Felix Blohberger wurde unter ihm Internationaler Meister und Nationalspieler, Christoph Menezes zum Internationalen Meister, Marc Morgunov, Daniel Morgunov, Jakob Gstach, Konstantin Peyrer, Johannes Steindl und Johannes Heiny zu FIDE-Meistern.
Die Spielerinnen WFM Nikola Mayrhuber, Sophie Konecny, Wu Min und Dorothea Enache gewannen mehrfach die österreichischen Jugendmeisterschaften.
Das Wiener Jugendteam entwickelte sich unter Schneider-Zinner zum führenden Team (2016).

### Trainer der Frauen-Nationalmannschaft
2015 betreute Schneider-Zinner als Trainer das Frauen-Nationalteams bei der Team-Europameisterschaft in Island. Die Spielerinnen Regina Theissl-Pokorná, Katharina Newrkla, Veronika Exler, Anna Christina Kopinits und Anna Lena Schnegg erreichten dabei das beste Teamergebnis das eine österreichische Nationalmannschaft jemals erreichte. Nach Siegen unter anderem gegen Griechenland (3,5 zu 0,5) und gegen Armenien (2,5 zu 1,5) holten sie in der letzten Runde gegen das Team aus Georgien ein 2 zu 2 und teilten die Plätze 4–9 in der Schlussrangliste.
2018 erreichte das österreichische Frauenteam mit dem zweiten Platz beim Mitropacup in Italien das beste jemals erzielte Ergebnis einer österreichischen Frauen-Nationalmannschaft.

## Publikationen

### Bücher
- Methodik und Didaktik des Schachtrainings als Autor, im Eigenverlag des ÖSB, 2020
- Mädchen- und Frauenschach als Herausgeber, im Eigenverlag des ÖSB, 2020

### Videos
- Zeit Schach zu lernen, Zeit Schach zu spielen
- verschiedene Videos für ChessBase TV-Austria
- In seinem YouTube-Kanal finden sich Videos zur Förderung des Mädchenschachs – aufgenommen mit Laura Schalkhäuser.
- Strategieschule Teil 1 bis 4 (Fritztrainer bei ChessBase)
- Taktikschule Teil 1 bis 2  (Fritztrainer bei ChessBase)

### Podcasts
- Reihe "Mentale Stärke im Schachsport" auf YouTube

## Veranstaltungen und Projekte
- Jugendfreundliche Vereine Österreichs, 2006–2013
- 1. Bundesliga im Bundessportförderzentrum Südstadt, 2017
- Trainingslager für die Nationalkader, 2017
- Internationalen Mädchen- und Frauenschachkongress in Salzburg, 2020[22][23]

## Belege
1. ↑  Schneider-Zinner, Harald. Abgerufen am 24. Mai 2021.
2. ↑  Schneider-Zinner, Harald. Abgerufen am 24. Mai 2021.
3. ↑  ChessSports Association
4. ↑  Neue Impulse für das Schach: Die ChessSports Association (CSA). 9. August 2021, abgerufen am 28. Dezember 2021.
5. ↑  Dragnev, Valentin. Abgerufen am 1. Juni 2021.
6. ↑  Blohberger, Felix. Abgerufen am 1. Juni 2021.
7. ↑  Menezes, Christoph. Abgerufen am 1. Juni 2021.
8. ↑  Morgunov, Marc. Abgerufen am 1. Juni 2021.
9. ↑  Morgunov, Daniel. Abgerufen am 1. Juni 2021.
10. ↑  Gstach, Jakob. Abgerufen am 1. Juni 2021.
11. ↑  Peyrer, Konstantin. Abgerufen am 1. Juni 2021.
12. ↑  Steindl, Johannes. Abgerufen am 1. Juni 2021.
13. ↑  Heiny, Johannes. Abgerufen am 1. Juni 2021.
14. ↑  Bedeutende Spielerinnen – Nikola Mayrhuber. Abgerufen am 1. Juni 2021 (deutsch).
15. ↑  Bedeutende Spielerinnen – Sophie Konecny. Abgerufen am 1. Juni 2021 (deutsch).
16. ↑  Schachturnier-Ergebnisserver Chess-results.com - Österreichische Meisterschaften. Abgerufen am 1. Juni 2021.
17. ↑  admin: Die Wiener Medaillen-Hamster. In: Wiener Bezirksblatt. 15. Dezember 2016, abgerufen am 1. Juni 2021 (deutsch).
18. ↑  Schachturnier-Ergebnisserver Chess-results.com - Jugend-Bundesländer-Mannschaftsmeisterschaft 2016. Abgerufen am 1. Juni 2021.
19. ↑  Schachturnier-Ergebnisserver Chess-results.com - 20th European Women's Team Chess Championship 2015. Abgerufen am 1. Juni 2021.
20. ↑  11th European Team Chess Championship (women): Reykjavík 2015. OlimpBase, abgerufen am 1. Juni 2021 (englisch).
21. ↑  37th MITROPA Cup 2018 Women. Chess-Results Server, abgerufen am 1. Juni 2021 (englisch).
22. ↑  Mädchen- und Frauenschachkongress feiert sein Debüt in Österreich. In: Webseite Deutsche Schachjugend. 13. September 2020, abgerufen am 24. Mai 2021.
23. ↑  Ulla Hielscher: Rückblick zum Mädchen- und Frauenschachkongress 2020 in Salzburg. In: Schach-Ticker. 19. September 2020, abgerufen am 24. Mai 2021.

| Personendaten    | Personendaten                                                                |
| ---------------- | ---------------------------------------------------------------------------- |
| NAME             | Schneider-Zinner, Harald                                                     |
| KURZBESCHREIBUNG | österreichischer Schachtrainer, Diplompädagoge, Autor und Schachveranstalter |
| GEBURTSDATUM     | 1. April 1968                                                                |
| GEBURTSORT       | Wien                                                                         |